# Cineverse
Cineverse Corp. (ранее — Access IT Digital Media, Inc., а позднее — Cinedigm) — американская компания в индустрии развлечений, расположенная в Лос-Анджелесе (Калифорния). Деятельность Cineverse охватывает цифровой кинематограф, стриминговые каналы, контент-маркетинг и дистрибуцию.

## История

### Начало
Компания была основана в 2000 году группой инвесторов под руководством Бада Мэйо и изначально называлась Access IT Digital Media, Inc. Мэйо ушёл с поста руководителя в 2010 году и основал компанию Digital Cinema Destinations Corp. В январе 2011 года новым председателем совета директоров и генеральным директором стал Крис Макгёрк, а в сентябре 2013 года компания провела ребрендинг, став Cinedigm Corp.
В июле 2011 года компания продала свой бизнес по физической и электронной дистрибуции компании Technicolor. В следующем месяце Screenvision приобрела UniqueScreen Media, Inc. (USM) — подразделение Cinedigm, отвечавшее за кинорекламу. Компании заключили долгосрочное соглашение, по которому Cinedigm взяла на себя дистрибуцию и продвижение для Screenvision.
В апреле 2012 года компания поглотила дистрибьютора New Video, а в октябре 2013-го — Gaiam Vivendi Entertainment.
В мае 2014 года Cinedigm запустила Docurama — документальный онлайн-канал, посвящённый документальному кино и освещению кинофестивалей. В том же году финансовым директором был назначен Джеффри Эделл, и компания вышла на биржу NASDAQ.

### Развитие стриминговых сервисов
В феврале 2015 года Cinedigm совместно с Wizard World запустила сервис CONtv. В июне того же года компания приобрела миноритарный пакет акций Shout! Factory, а в сентябре, в партнёрстве с The Dove Foundation, создала The Dove Channel — стриминговый сервис, ориентированный на семейный и религиозный контент.
В декабре 2017 года контроль над Cinedigm перешёл к гонконгской компании Bison Capital с целью создания одной из первых совместных китайско-американских киностудий.
5 февраля 2019 года Cinedigm приобрела стриминговый сервис Viewster и его дочернюю компанию Viewster Anime. Позднее, 13 июня 2020 года, Viewster был объединён с CONtv и перезапущен под новым брендом CONtv Anime. В апреле 2019-го Cinedigm лицензировала контент у китайских компаний (CCTV, China Lion, Starrise Media и Youku) для запуска сервиса Bambu, который начал работу 22 октября того же года.
В 2020 году компания поглотила The Film Detective.
В феврале 2021 года Cinedigm приобрела хоррор-стриминг Screambox, а 21 сентября — популярный хоррор-портал Bloody Disgusting, которому и передала управление сервисом. В том же году Cinedigm договорилась с Робертом Родригесом о возрождении его канала El Rey Network в формате стриминга, а в декабре заключила сделку с платформой SideStream.
В марте 2022 года Cinedigm купила компанию Digital Media Rights, занимавшуюся стримингом, рекламой и дистрибуцией, а вместе с ней получила контроль над такими сервисами, как Cinehouse (ранее YuYu), AsianCrush, RetroCrush, Midnight Pulp, Cocoro (ныне закрыт) и KMTV.

### Ребрендинг
15 сентября 2022 года Cinedigm запустила Cineverse — свой флагманский стриминговый сервис. Платформа объединила контент из всех проектов компании, работающих по моделям AVOD (видео по запросу с рекламой) и FAST (бесплатное телевидение с рекламой).
В мае 2023 года компания провела ребрендинг, сменив название на Cineverse Corp., а её акции начали торговаться на бирже NASDAQ под тикером CNVS. Руководство назвало это «важным шагом вперёд» в её «эволюции в стриминговую контент-технологическую компанию».
В июне 2023 года Cineverse объявила о заключении контентной сделки со студией Sid and Marty Krofft Pictures. В рамках соглашения компания получила мировые права на цифровую дистрибуцию библиотеки шоу студии, за исключением «The Brady Bunch Hour» (принадлежит CBS Media Ventures), «D.C. Follies» (принадлежит Amazon MGM Studios) и «Mutt & Stuff» (принадлежит Paramount Media Networks, бренд Nick Jr.). В рамках этого партнёрства 5 февраля 2024 года был запущен канал под названием Sid and Marty Krofft Channel.

## Телевидение и стриминг
По данным на 2023 год, компания Cineverse владеет или управляет следующими брендами, которые представлены на одноимённом стриминговом сервисе или доступны в виде отдельных приложений:
- AsianCrush — канал азиатского кино и дорам
- The Bob Ross Channel — канал, посвящённый художнику Бобу Россу и его телешоу
- Comedy Dynamics — стендап-комедия и комедийные шоу (производство The Nacelle Company)
- CONtv[англ.] — канал для поклонников комиксов и гик-культуры
- Docurama[англ.] — документальные фильмы и сериалы
- Dog Whisperer Channel — канал о дрессировке собак с Сизаром Милланом
- The Dove Channel[англ.] — семейный и религиозный контент
- El Rey Network — канал режиссёра Роберта Родригеса
- The Elvis Presley Channel — канал, посвящённый Элвису Пресли
- EntrepreneurTV — контент для предпринимателей
- Fandor — независимое и авторское кино
- First Responders Network — канал о работе служб быстрого реагирования
- Gusto TV[англ.] — кулинарный канал
- Insight TV — канал о путешествиях, экстриме и стиле жизни
- Maverick Black Cinema — канал независимого афроамериканского кино
- MeatEater TV — канал об охоте и природе
- Midnight Pulp — культовое кино, фильмы ужасов и боевики
- Nacelle Pop — канал о поп-культуре и ностальгии
- QTTV — контент на ЛГБТК+ тематику
- Real Madrid TV[англ.] — официальный телеканал футбольного клуба «Реал Мадрид»
- RetroCrush — аниме
- Row8 — сервис проката новинок кино
- Screambox — стриминговый сервис фильмов ужасов
- Sid and Marty Krofft Channel — канал с детскими шоу студии Сида и Марти Кроффт[англ.]
- So…Real — реалити-шоу
- So…Dramatic — драматические фильмы и сериалы